# Wilhelm Kemmler
Wilhelm Kemmler (* 7. Januar 1864 in Stuttgart; † 1916) war ein deutscher Architekt, königlich bayerischer Baubeamter und Amateurfotograf. Dienstlich war er maßgeblich am Bau des Truppenübungsplatzes Grafenwöhr beteiligt. Teile seines fotografischen Nachlasses befinden sich heute im 1. Oberpfälzer Kultur- und Militärmuseum in Grafenwöhr.

## Leben
Wilhelm Kemmler besuchte eine Realschule und studierte an der Technischen Hochschule Stuttgart. Er absolvierte seinen Militärdienst und arbeitete als Architekt bei verschiedenen Unternehmen in Stuttgart, Krefeld und Mannheim. 1894 trat er schließlich in die Militärbauverwaltung ein. Von 1907 bis 1913 war Kemmler in Grafenwöhr hauptsächlich für die Errichtung und den Ausbau des örtlichen Truppenübungsplatzes zuständig. In dieser Zeit wohnte Kemmler zeitweilig mit seiner Ehefrau und der Tochter Ida (* 17. Juli 1910 in Fürth; † 1988 in Nürnberg) sowie einem Kindermädchen im Anwesen Specht in der Untere Torstraße in Grafenwöhr. Als einer der wenigen Besitzer einer Fotokamera am Ort erstellte Wilhelm Kemmler neben Bauaufnahmen auch Bilder benachbarter Orte wie etwa Neustadt am Kulm, Speinshart oder Pressath. Die so entstandenen Fotografien, häufig mit seinen Angehörigen im Vordergrund, wurden oftmals Teils des Familienalbums. Andere Aufnahmen Kemmlers verwendete der Fotografenmeister Hans Spahn zur Herausgabe von Ansichtskarten.

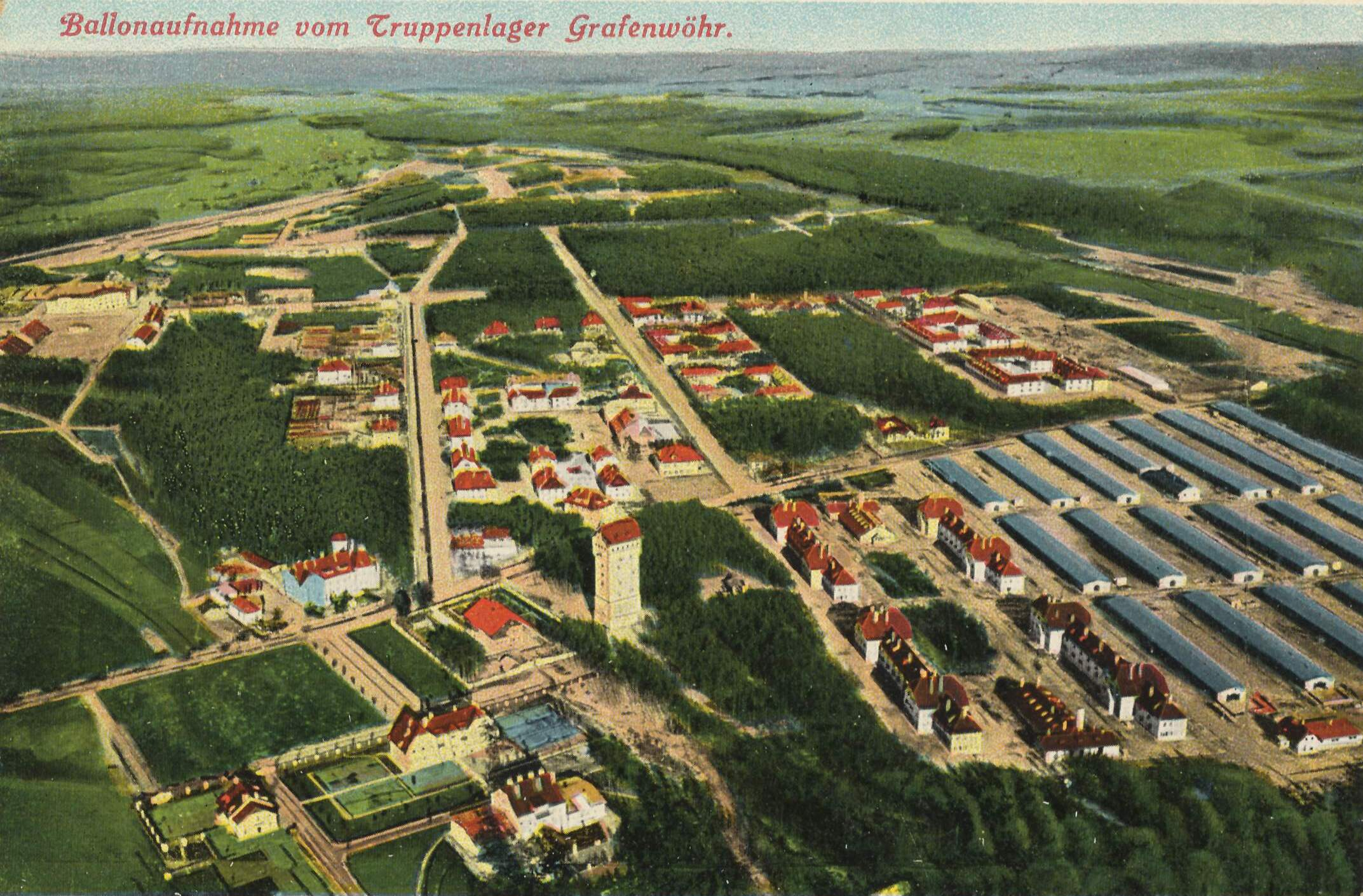
„Ballonaufnahme vom Truppenlager Grafenwöhr“ mit dem Wasserturm;
kolorierte Ansichtskarte 'Nr. 1 aus dem Verlag Hans Spahn, um 1910

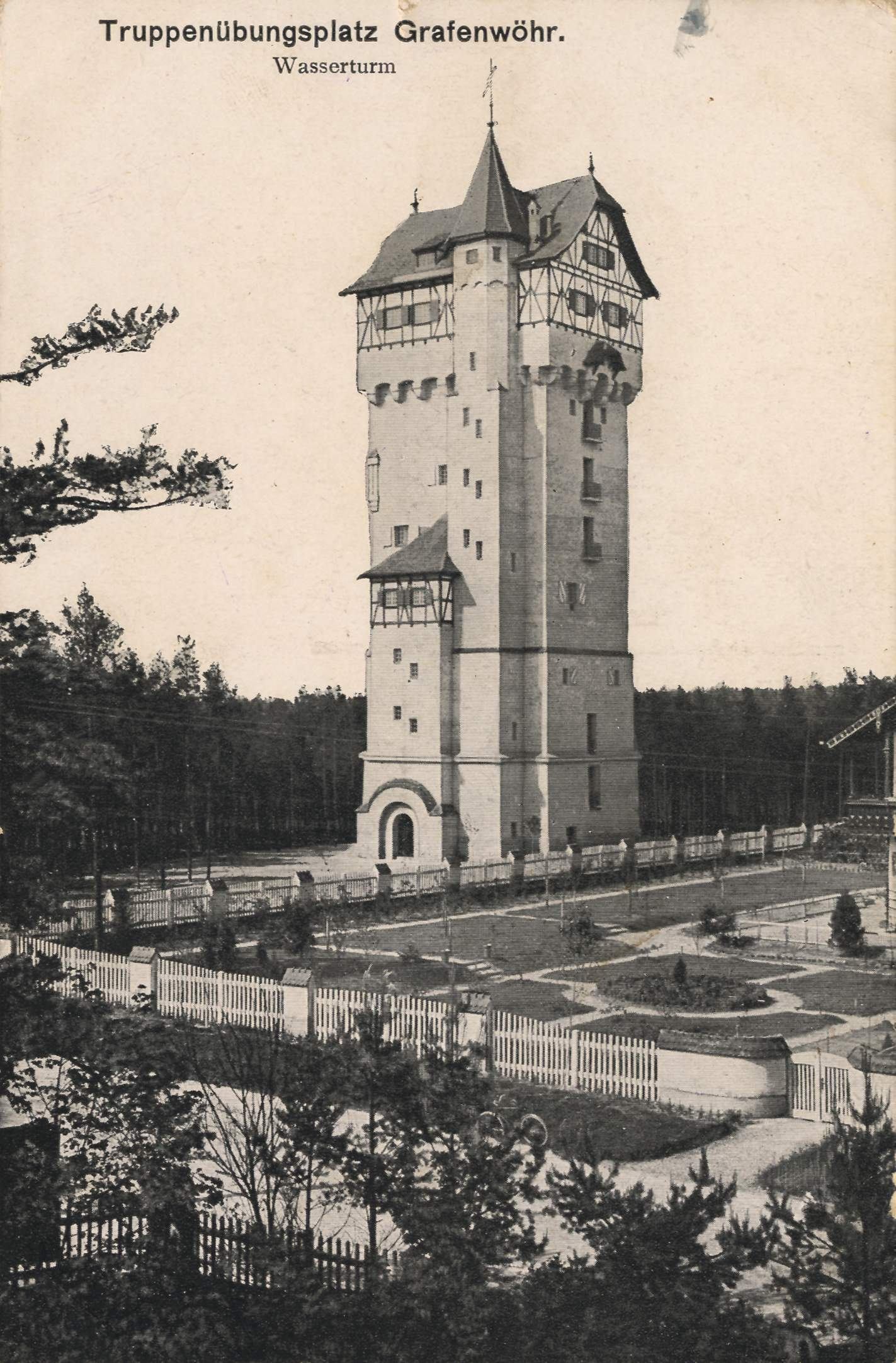
Der von Kemmler bis 1911 errichtete Wasserturm, heute ein Wahrzeichen der Stadt Grafenwöhr;
hier als Feldpost im Ersten Weltkrieg beförderte Ansichtskarte Nr. 385 aus dem Verlag P. H. B.

Ebenfalls um 1910 wurde Wilhelm Kemmler laut dem Zentralblatt der Bauverwaltung vom Vorstand der Bauleitung des Truppenübungsplatzes zum Baurat befördert, er erhielt am 20. September desselben Jahres von Prinzregent Luitpold den Militärverdienstorden verliehen. In seiner Funktion als Militärbauinspektor entwarf Kemmler den vom 26. August 1909 bis zum 30. Juni 1911 errichteten Wasserturm, der später zum Wahrzeichen der Stadt Grafenwöhr wurde.
Nach dem Tod Kemmlers betonte die in Teilen überlieferte, in der Kirche St. Anna in Augsburg gehaltene Trauerrede vom 29. Dezember 1916 unter anderem die Beförderung Kemmlers „[…] an die Spitze des hiesigen Militärbauamtes“, nachdem er den Bau des Truppenübungsplatzes Grafenwöhr vollendet hatte.
Im Jahr 2010 bemerkte die Enkeltochter von Wilhelm Kemmler, Ida Kopp-Schwertner, die seinerzeit eine „Familienbibel“, ein Fotoalbum und andere Dokumente aus seinem Besitz der Stadt Grafenwöhr und dem örtlichen Heimatverein übereignete, dass die Geschichte von der Errichtung des Truppenübungsplatzes Grafenwöhr neu geschrieben werden müsse. Zumindest in Teilen war „[…] nicht der Herr Sievers, sondern der Königliche Militärbaurat Wilhelm Kemmler […] verantwortlicher und ausführender Errichter des Truppenübungsplatzes“ in Grafenwöhr.